# R2-D2

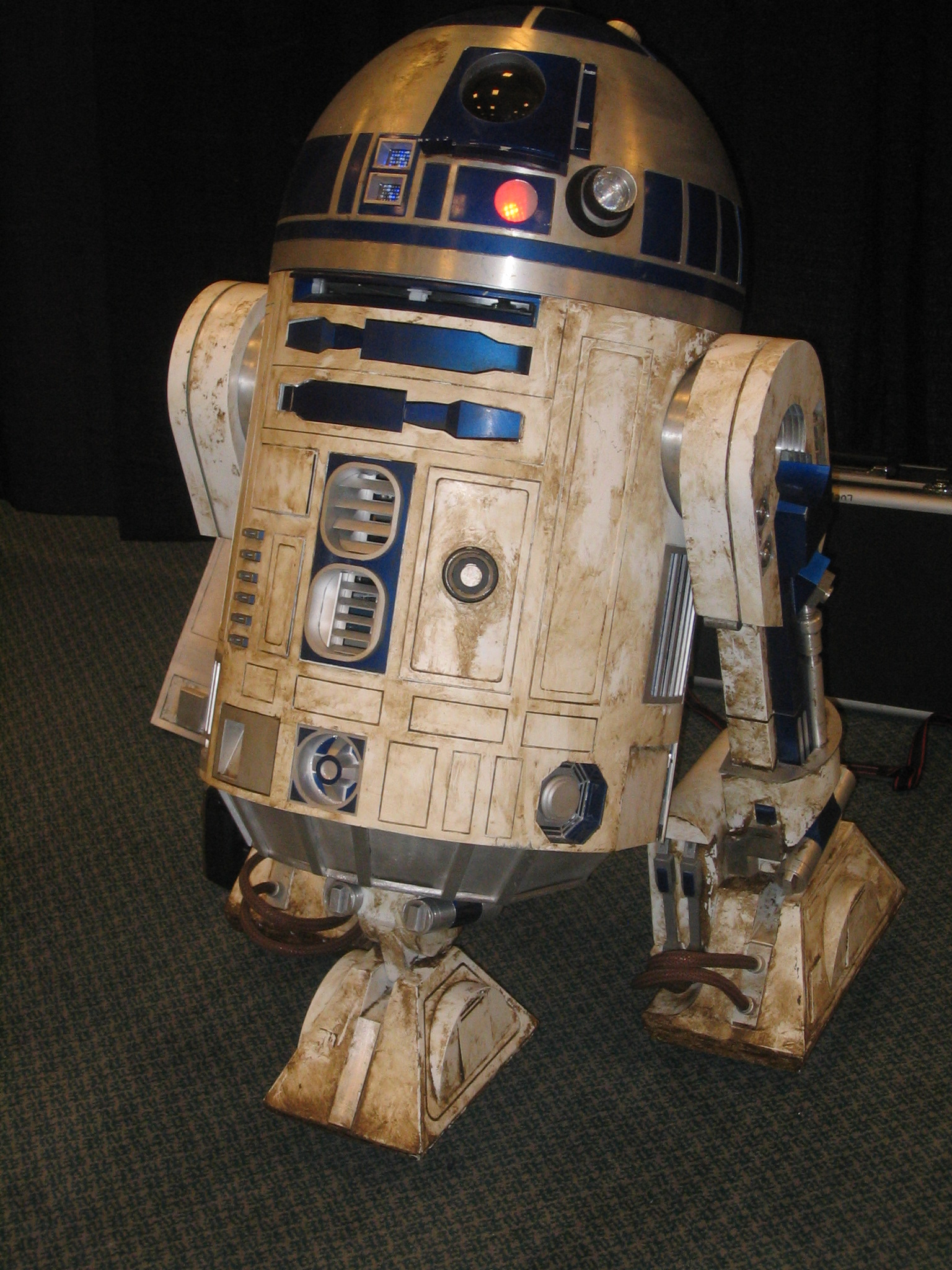
Replik av R2-D2

R2-D2, även kallad Artoo-Detoo eller Artoo, är en astromekdroid i Star Wars-universumet. R2-D2 förknippas ofta med C-3PO, då de ofta brukar hålla ihop med varandra under filmerna.

## Biografi
R2-D2 är en blå-vit-grå astromekdroid i R2-serien.

### Episod I
R2-D2 är en astromekdroid tillhörande Naboos kungahus. Han är med på rymdskeppet i vilket Drottning Amidala, Qui-Gon Jinn, Obi-Wan och medlemmar från Naboos kungahus flyr ifrån Naboo när Handelsfederationen invaderar planeten. Skeppet skulle ha förstörts eftersom sköldgeneratorn träffas, men R2-D2 reparerar generatorn och räddar skeppet.

### Episod II
R2-D2 har i Episod II en mindre roll än i förra filmen. Han är med Anakin och Padme när de är på Tatooine och Geonosis tillsammans med C3P0. De två droiderna är vittnen till Anakin och Padmes hemliga vigsel.

### Episod III
R2-D2 är med på rymdskeppet som Anakin styr under striden om Coruscant. Senare är han med Anakin som nu blivit Darth Vader på Mustafar. Efter att Vader förlorat mot Obi-Wan tar Obi-Wan med R2-D2 till asteroidkolonin Polis Massa. Där ges han till det alderaanska kungahuset (Bail Organa).

### Episod IV
I den första filmen är R2-D2 och C-3PO på Tantive IV med prinsessan Leia av Alderaan när de blir jagade av Darth Vader. Innan hon blir tillfångatagen sätter Leia in en skiva i R2-D2 med information om Rymdimperiets nya bas Dödsstjärnan, samt spelar in ett hologrammeddelande där hon ber Obi-Wan Kenobi att lämna droiden på hennes hemplanet. De två droiderna lyckas fly och kommer till Tatooine. Där blir de blir fasttagna och säljs år Lukes familj.
När Luke rengör R2-D2 ser han en del av Leias meddelande. Senare beger sig R2-D2 själv för att söka Obi-Wan. Luke och C-3PO hinner precis komma ikapp när de blir överfallna av Sandfolket, men Obi-Wan räddar dem och R2-D2 visar honom resten av Leias meddelande. Luke följer med Obi-Wan och de reser med Han Solo och Chewbacca i Hans rymdskepp Millennium Falcon. När de kommer till Alderaans koordinater blir de dock dragna in till Dödsstjärnan av traktorstrålar. Efter att Leia räddats och Vader dödat Obi-Wan lyckas de leverera R2-D2 till rebellerna. R2-D2 är sedan med i Lukes X-wing när de förstör Dödsstjärnan. Droiden blev svårt skadad under attacken men repareras lagom till medaljgivningsceremonin i slutet av filmen.

### Episod V
R2-D2 är med i Lukes X-wing när han flyger till Dagobah för att tränas av Yoda. Han är med på Bespin och räddar alla på Millennium Falcon, genom att reparera hypermotorn när skeppet jagas av Executor.

### Episod VI
R2-D2 är med och räddar Han Solo från Tatooine och är med när Luke flyger till Dagobah för andra gången. Dessutom är han med i slaget om Endor, men får kortslutning när en Stormtrooper skjuter på honom. R2-D2 repareras och är med och firar Rymdimperitets fall.
R2-D2 spelades av Kenny Baker i episoderna IV-VI av Star Wars.

### Episod VII
Cirka 30 år efter Episod VI står R2-D2 lagrad i Motståndsrörelsens bas på planeten D'Qar, på eget initiativ i lågenergiläge efter Luke Skywalkers försvinnande. När han vaknar räknar han ut var Luke är genom att kombinera kartdata lagrat i sitt minne med det från droiden BB-8. Därefter reser han med Rey och Chewbacca till planeten på kartan. Skådespelaren Kenny Baker listas i eftertexterna som 'R2-D2 consultant,' medan Jimmy Vee inte står med, trots insatser.

### Episod VIII
Inför Episod VIII ersattes Kenny Baker av Jimmy Vee. Baker dog i augusti 2016.
R2-D2 återförenas med Luke på Millennium Falcon och övertalar honom att träna Rey, genom att spela upp Leias meddelande från första filmen. Senare hjälper han till på skeppet när Rey och Chewbacca strider mot fienden.

### Episod IX
R2-D2 är åter på Motståndsrörelsens bas och är med när Leia dör. Det är han som ger tillbaka C-3PO minnet, efter att det raderats för att översätta en sith-text. R2-D2 är med Poe i hans X-wing i den avslutande striden, och efter deras seger är han med och firar.

## Skådespelare
Kenny Baker spelade R2-D2 i alla sju första filmer i Skywalkersagan. I de två senaste filmerna spelas R2-D2 av Jimmy Vee.
Mick Garris styr R2-D2 med radiokontroll i Holiday Special. Grant Imahara, Don Bies och Jolyon Bambridge styr R2 via kontroll i prequel serien. John Stears, Brian Johnsson, Kit West, Don Bies och Jolyon Bambridge styr R2 med kontroll i Episod I-III och Lee Towersey samt Oliver Steepless styr R2 med kontroll i Star Wars: The Force Awakens.
Ljuddesignern Ben Burtt designade R2-D2:s röst.
Den kortväxte stuntmannen Deep Roy är R2-D2:s stuntdubbel i Episod V-VI.